# 아라비아해

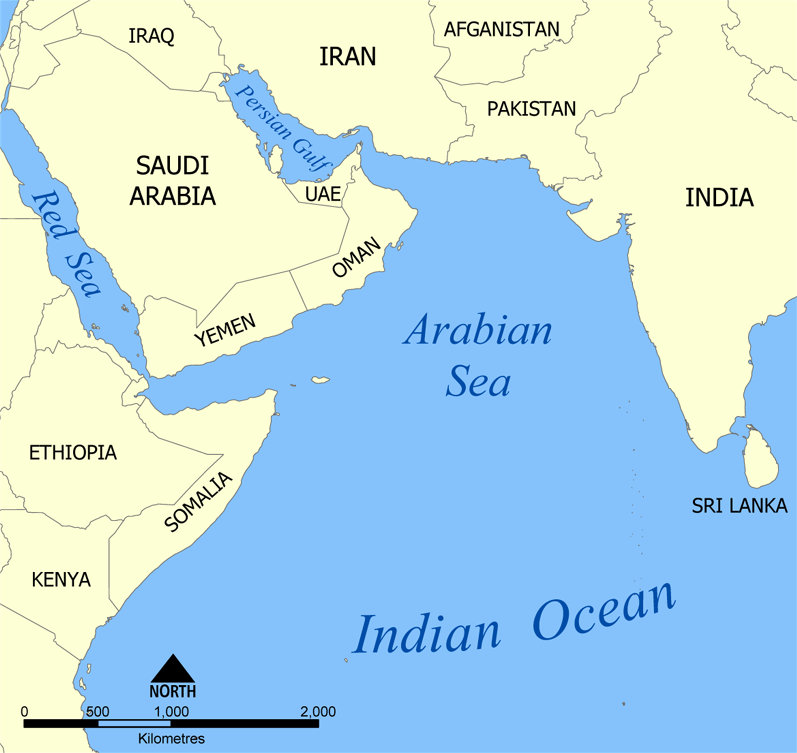
아라비아해의 지도

아라비아해(아랍어: بحر العرب, 영어: Arabian Sea)는 아라비아반도와 인도 사이에 있는 인도양 북쪽의 부속해다. 면적은 약 3,862,000km2이다. 동쪽은 인도, 북쪽은 파키스탄의 발루치스탄과 신드 지방, 이란의 남쪽 해안, 서쪽으로는 아라비아반도로 막혀 있으며 남쪽 경계는 대체로 소말리아의 북동쪽 끝인 과르다푸이곶, 소코트라섬, 인도의 카냐쿠마리곶 사이를 잇는 선으로 생각한다. 베다 시대의 인도인에게 신드후 사가르로 알려져 있다.
아라비아 해에는 두 개의 주요한 만이 있는데, 베브엘만데브 해협을 통하여 홍해와 이어지는 북서쪽의 아덴만과 호르무즈 해협을 통하여 페르시아만으로 연결되는 오만만이다. 이 두 가지 외에도 캄바트만과 쿠치만이 인도 해안에 존재한다. 소말리아 앞 바다의 소코트라섬과 인도 연안의 락카디브를 제외하면 거의 섬이 없다.
아라비아 해는 중동과 동아프리카, 인도, 동남아시아 심지어 중국 대륙을 잇는 해상교통로로 고대부터 이용되어왔다. 전통적으로 다우선을 모는 뱃사람들은 계절풍을 이용하여 바다를 건넜다. 동력선이 개발되고 난 이후에는 수에즈 운하가 개통되면서 또 다시 아라비아해는 가장 중요한 항로 중의 하나가 되었다.
인도의 남쪽 끝과 같은 위도에 아라비아 유역에서 아라비아해의 최대 폭은 약 2,400킬로미터이고, 최대 깊이는 4,652미터이다. 이곳으로 직접 유입되는 최대의 강은 신드후강으로 알려져 있는 인더스강이다. 그 외에도 나르마다강, 탑티강, 마히강등이 흘러들고 있다. 인도 중부의 아라비아해 해안은 콘칸 해안, 남부는 말라바르 해안이라고 한다.
아라비아해 연안의 주요 도시로는 인도의 뭄바이, 수라트, 망갈로르, 아라비아 해의 여왕으로 알려진 코치, 파키스탄의 카라치와 과다르, 예멘의 아덴 등이 있다.
2011년 5월, 알 카에다의 지도자 오사마 빈 라덴의 시신이 이 곳에 수장된 것으로 알려지고 있다.

## 지도
| 가잔 열도갠지스강고다바리강고비 사막나일강류큐 열도남중국해노르웨이해뉴기니섬네푸드 사막다싱안링산맥다뉴브강동시베리아해동중국해동해둥베이 · 평원랍테프해룹알할리 사막레나강마다가스카르섬마리아나 제도마르마라해말레이반도메콩강몰디브 제도몽골고원바렌츠해바이칼호바탄 제도발리섬발트해발하시호백해베링해벵골만보르네오섬북극해북해볼가강북드비나강브라마푸트라강사할린섬샤오싱안링산맥세이셸 군도소코트라섬수마트라섬술라웨시섬스리랑카섬스칸디나비아반도스타노보이산맥스프래틀리 군도시나이반도새머리싱가포르섬아나톨리아아덴만아라비아반도아라비아해아라푸라해아랄해아무르강아조프해아프리카의 뿔안다만 제도알타이산맥알류샨 열도에게해예니세이강오가사와라 제도오만만오비강오스트레일리아오호츠크해우랄강우랄산맥유프라테스강이란고원인더스강인도 아대륙인디기르카강인도양 (북부)인도차이나반도일본 열도자와섬주강장강치롄산맥카라해카라코람카스피해캄차카반도캅카스산맥캐롤라인 · 제도콜리마강쿠릴 열도쿤룬산맥크리스마스섬타이만대만타클라마칸 사막북태평양톈산산맥통킹만티그리스강티모르섬티베트고원파라셀 제도파미르페르시아만페초라강프라타스섬필리핀 제도필리핀해하이난한반도항가이산맥호르무즈홋카이도홍해화베이 · 평원황하황해흑해히말라야산맥힌두스탄 · 평원힌두쿠시class=notpageimage\| 아시아의 주요 지리 |

## 같이 보기
- 소말리아의 해적